# La Binerie Mont-Royal

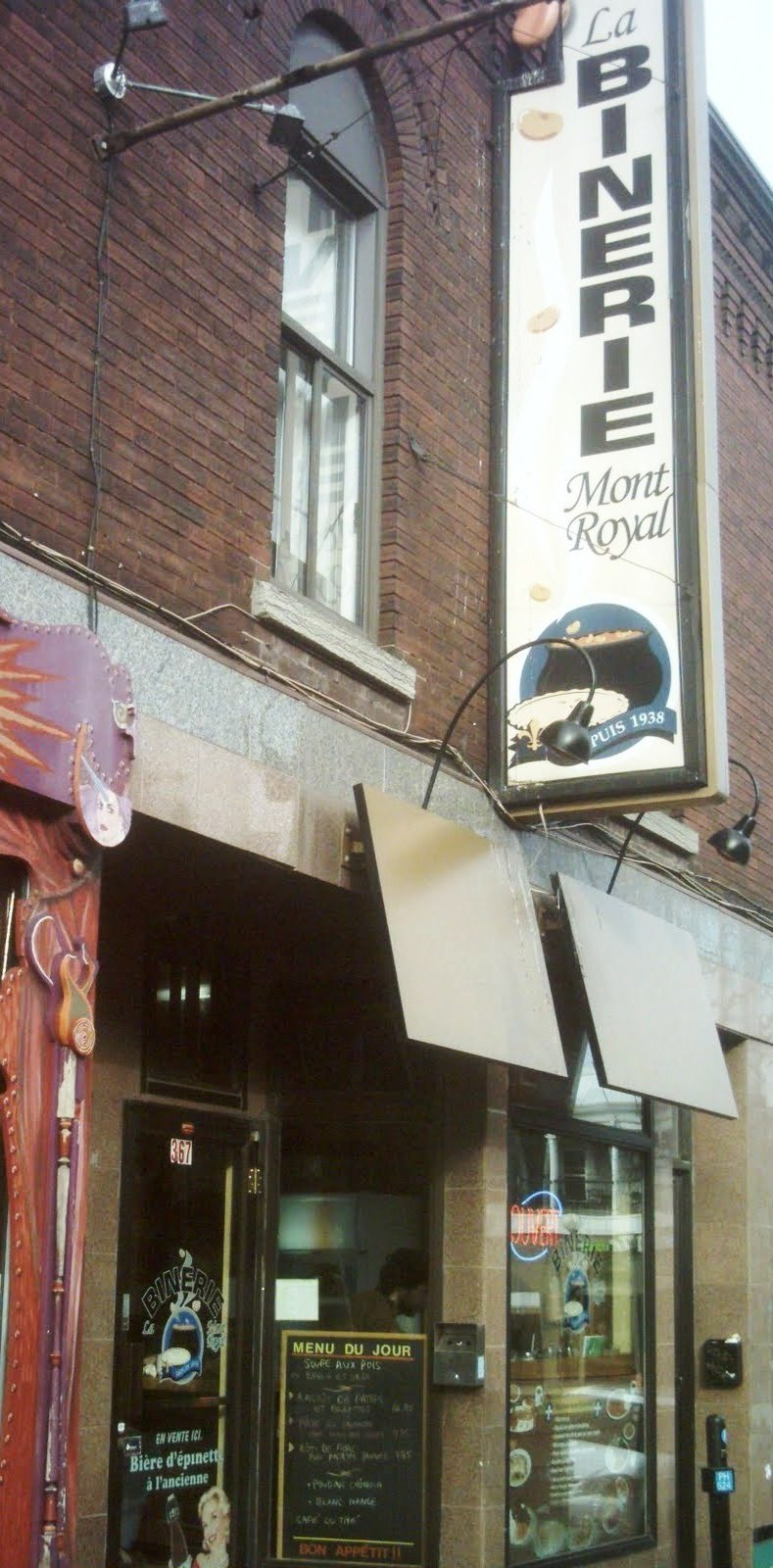
La Binerie Mont-Royal.

La Binerie Mont-Royal est un restaurant de Montréal spécialisé dans la cuisine traditionnelle québécoise, dont les fèves au lard.
Fondé en 1938 par Joachim Lussier, ce restaurant fut le théâtre du roman et du film Le Matou, d'Yves Beauchemin. Le commerce fut racheté par les nouveaux propriétaires Jocelyne et Philippe Brunet en 2005, mais demeure presque inchangé. En plus des fèves au lard qui sont sa marque de commerce, le restaurant sert des mets traditionnels comme la tourtière, le pâté chinois, le pouding chômeur, la soupe aux pois et la bière d'épinette.
Le restaurant était situé au 367 Avenue du Mont-Royal est, dans l'arrondissement Plateau-Mont-Royal jusqu'au 31 août 2019. Il rouvrira plus tard en 2019 à une nouvelle adresse sur la rue St-Denis, près de la rue Rachel,.